# John Bush (Szenenbildner)
John Bush (geb. vor 1980) ist ein Szenenbildner.

## Leben
Bush begann seine Karriere im Filmstab 1980 als Einkäufer in der Außenrequisite bei der britischen Fernsehserie Doctor Who mit Tom Baker als Vierter Doktor. Es folgten weitere Arbeiten für die BBC, darunter eine Miniserie über Robert Oppenheimer. Für sein Mitwirken am Fernsehfilm Jane Austens Emma mit Kate Beckinsale in der Titelrolle gewann er 1997 einen Primetime Emmy. Bis Mitte der 1990er Jahre arbeitete er hauptsächlich für das Fernsehen, danach verlagerte sich sein Arbeitsschwerpunkt auf den Film.
Für die Filmkomödie Topsy-Turvy – Auf den Kopf gestellt war er gemeinsam mit Artdirectorin Eve Stewart 2000 für den Oscar in der Kategorie Bestes Szenenbild nominiert, die Auszeichnung ging in diesem Jahr jedoch an Sleepy Hollow.
Seit Beginn der 2010er Jahre arbeitete er an einer Reihe von Superheldenfilmen. Für Captain America: The First Avenger und Doctor Strange war er für den „Excellence in Production Design Award“ der Art Directors Guild nominiert. Zudem erhielt er für Doctor Strange eine Nominierung für den BAFTA Film Award in der Kategorie Bestes Szenenbild.

## Filmografie (Auswahl)
- 1993: Der Prozeß (The Trial)
- 1996: Der englische Patient (The English Patient)
- 1999: Topsy-Turvy – Auf den Kopf gestellt (Topsy-Turvy)
- 1999: Das Ende einer Affäre (The End of the Affair)
- 2001: Corellis Mandoline (Captain Corelli’s Mandolin)
- 2002: About a Boy oder: Der Tag der toten Ente (About a Boy)
- 2003: Johnny English – Der Spion, der es versiebte (Johnny English)
- 2004: De-Lovely – Die Cole Porter Story (De-Lovely)
- 2004: Vera Drake
- 2004: Hautnah (Closer)
- 2005: München (Munich)
- 2006: Half Light
- 2008: Bank Job (The Bank Job)
- 2008: Verliebt in die Braut (Made of Honor)
- 2010: Wolfman (The Wolfman)
- 2010: Ich sehe den Mann deiner Träume (You Will Meet a Tall Dark Stranger)
- 2010: Eine offene Rechnung (The Debt)
- 2011: Captain America: The First Avenger
- 2013: Dark Shadows
- 2013: Thor – The Dark Kingdom (Thor: The Dark World)
- 2015: Mission: Impossible – Rogue Nation
- 2016: Doctor Strange
- 2019: Dumbo
- 2019: Men in Black: International
- 2020: The Midnight Sky
- 2022: Doctor Strange in the Multiverse of Madness

## Auszeichnungen (Auswahl)
- 2000: Oscar-Nominierung in der Kategorie Bestes Szenenbild für Topsy-Turvy – Auf den Kopf gestellt
- 2017: BAFTA-Film-Award-Nominierung in der Kategorie Bestes Szenenbild für Doctor Strange